# ليونيد سميرنوف
ليونيد سميرنوف (1 يناير 1889 بموسكو في روسيا - 1 يناير 1980 بموسكو في روسيا) هو لاعب كرة قدم (وحمل سابقاً جنسية الاتحاد السوفيتي والإمبراطورية الروسية) في مركز الهجوم، شارك في الألعاب الأولمبية الصيفية 1912. وشارك مع منتخب روسيا لكرة القدم.

## وصلات خارجية
- ليونيد سميرنوف على موقع قاعدة بيانات كرة القدم.إي يو (الإنجليزية)
- ليونيد سميرنوف على موقع أوليمبيديا (الإنجليزية)